# كامل محادين
د. كامل عودة الله محادين معماري أردني (مواليد الكرك 1954) مختص بتصميم وتنسيق الحدائق (بالإنجليزية: Landscape Architecture)، وهو مؤسس مكتب "M.K. Associates" الهندسي. يشغل اليوم منصب عين في مجلس الأعيان الأردني. كما شغل في الماضي عدة مناصب، كان آخرها رئاسة مجلس مفوضيّ سلطة منطقة العقبة الاقتصادية الخاصة - جنوب الأردن. وهو سياسي وفنان ومؤلف لعدة كتب في مجال هندسة الحدائق والنباتات.

## السيرة المهنية
درس هندسة العمارة في الجامعة الأمريكية في بيروت، ثم انتقل إلى الولايات المتحدة بسبب الحرب الأهلية، وأكمل دراسته في جامعة ولاية كنساس، كما نال درجة الماجستير في تنسيق الحدائق من جامعة ولاية لويزيانا، ونال شهادة الدكتوراة في التصميم البيئي من جامعة تكساس في الولايات المتحدة الأمريكية. عمل في السابق مستشارا في البلاط الملكي الأردني، وأمانة عمّان، ووزيرا للمياه والري، وأستاذا في قسم الهندسة المعمارية بالجامعة الأردنية ورئيس قسم لها، ومحاضرا في عدة جامعات أردنية وأوروبية وأمريكية أخرى.
عمل على تصميم عشرات المشاريع في الأردن ومنطقة الشرق الأوسط، كما أصدر العديد من الأبحاث والكتب طيلة العقود الماضية، من أهمها كتاب «نباتات تنسيق المواقع المعمارية في الأردن والشرق الأوسط».

## جوائز
- حصل على درجة الزمالة من الجمعية الأمريكية لهندسة المواقع المعمارية عام 2017 وهي الأولى التي تمنح ولأول مرة على مستوى الشرق الأوسط والعالم العربي لمعماري عربي في هذا المجال.[6]
- حصل على جائزة «الإنجاز مدى الحياة» في احتفال توزيع جوائز هندسة المواقع المعمارية في الشرق الأوسط لعام 2019 في الإمارات العربية المتحدة.[7]